# Талове (Луганський район)
Талове — селище в Україні, у Молодогвардійській міській громаді Луганського району Луганської області. З 2014 року є окупованим.

## Розташування
Селище міського типу Талове розташоване на річці Таловій. Знаходиться на відстані 6 км від районного центру — м. Сорокине. Найближча залізнична станція — Тормозна, за 2 км. Адміністративний центр Мирненської селищної ради.

## Історія
Засноване селище у 1815 році. У хуторі спочатку було 50 козацьких дворів, жителі займалися переважно хліборобством.
У 1902 році відкрилася школа в 1-му управлінні хутора Талове, це був невеликий дерев'яний будиночок із солом'яним дахом. Замість парт були поставлені столи і довгі лави, за якими навчалися діти 8-16-ти років. Першим учителем був Данило Олексійович Черепахин.
У 1903 році Мазанкін Трохим Опанасович, зібравши з односельців гроші, найняв підрядників на чолі з Тараріним Іваном Петровичем для будівництва школи. З Гундоровки виписали червону цеглу і обклали побудовану дерев'яну школу, яка отримала назву «Таловське парафіяльне училище 3-х класів». Навчав дітей уже не один Д. О. Черепахин, а й Є. Ф. Горшколєпов. У 30-ті роки в школі навчалося багато дітей, було по два паралельних класи.
У 1919 році почала працювати шахта № 7, інженер шахти — Майборода, у 1920 році — шахта № 10, інженером шахти був Лакшінський.
Радянську владу встановлено 1920 року.
У 1927 році заснували СОЗ (спільна обробка землі). У Таловське СОЗ об'єдналось 13 сімей, головою став Ф. І. Платонов. У 1929-1930 роках організовано колгосп імені Леніна, головою якого був Рубль. Із 1933 по 1941 роки головою колгоспу був Шевирьов Іван Єлізарович.
Статус селища міського типу Талове отримало у 1938 році.
Велику кількість жителів селища було примусово мобілізовано радянським окупаційним режимом на фронт німецько-радянської війни: А. Ф. Диков, В. М. Смирнов, М. І. Смирнов, М. М. Шкрудієв, І. І. Бординюк та інші. Гітлерівці забирали молодих, дужих хлопців та дівчат з села на роботу до Німеччини.
143 мешканці селища були учасниками бойових дій. Із них 121 отримав радянські нагороди, 72 мешканці не повернулося.
Після війни в колгоспі не було ні тракторів, ні коней. Весняно-посівну роботу проводили вручну.
У 1955-1956 роках провели зміцнення колгоспів Таловського і Шевиревського — їх об'єднали в один колгосп імені Леніна. Головою став Салтановський. У березні 1962 року на базі кількох колгоспів створений тваринницький радгосп «Мирний». До його складу як перше відділення ввійшов Таловський колгосп. У селищі також працювала Краснодонська птахофабрика, що спеціалізувалася на заготівлі яєць та пташиного м'яса.

## Населення
За даними перепису 2001 року населення смт становило 1496 осіб, з них 4,55 % зазначили рідною мову українську, 94,85 % — російську, а 0,6 % — іншу.

## Інфраструктура
Сьогодні в селищі Талове працюють школа, лікарняна амбулаторія, клуб, пошта, сільська бібліотека, господарський та 3 продуктових магазини.

## Пам'ятки
- Братська могила радянських воїнів (біля школи).